# 田丸博士
田丸 博士（たまる ひろし）は、日本の大学教授。大阪公立大学大学院理学研究科数学専攻教授。大阪公立大学数学研究所所長。

## 人物・経歴
1993年、上智大学理工学部数学科卒業。1995年、上智大学大学院理工学研究科数学専攻博士前期課程修了、修士（理学）取得。1998年、上智大学大学院理工学研究科数学専攻博士後期課程修了、博士（理学）取得。
1998年4月1日 - 2004年2月29日、上智大学理工学部数学科助手。2000年3月1日 - 2001年2月28日、University of Hull (England), Research assistant。2004年3月1日 - 2007年3月31日、広島大学大学院理学研究科数学専攻助教授。2007年4月1日 - 2013年3月31日、広島大学大学院理学研究科数学専攻准教授。2013年4月1日 - 2018年9月30日、広島大学大学院理学研究科数学専攻教授。2018年10月1日 - 2022年3月31日、大阪市立大学大学院理学研究科数物系専攻教授。2022年4月1日 - 現在まで、大阪公立大学大学院理学研究科数学専攻教授。
日本数学会幾何学分科会 拡大幹事会委員、Hiroshima Mathematical Journal 編集委員、広島大学大学院理学研究科数学専攻長、広島大学理学部数学科長、日本数学会中国・四国支部 評議員、大阪市立大学大学院理学研究科数物系専攻 主任、大阪市立大学数学研究所 副所長、大阪公立大学数学研究所 副所長、大阪公立大学数学研究所 所長、Osaka Journal of Mathematics 編集委員を歴任。